# 가부라사키촌
가부라사키촌(蕪崎村)은 에히메현 우마군에 설치된 촌이다. 